# Chylismia arenaria
Chylismia arenaria är en dunörtsväxtart som beskrevs av Aven Nelson. Chylismia arenaria ingår i släktet Chylismia och familjen dunörtsväxter. Inga underarter finns listade i Catalogue of Life.